# Bundesautobahn 339
Pour les articles homonymes, voir A339.
La Bundesautobahn 339 était le nom du projet de Bundesautobahn dans le Land de Rhénanie-du-Nord-Westphalie.

## Histoire
L'A 339 était un projet provisoire pour la Bundesautobahn 30 à l'est de Bad Oeynhausen si l'A 30, comme initialement prévu, était prolongée jusqu'à Hanovre.
Le tronçon entre Rehme (échangeur de Bad Oeynhausen-Est) et la Bundesstraße 514 est ouvert à la circulation en 1980 dans le cadre de l'A 30 ; le tronçon entre Dehme et Rehme suit en 2018.
Si, selon les plans originaux, l'A 30 avait continué depuis l'échangeur de Dehme vers Hanovre, cette liaison entre l'A 30 et la Bundesautobahn 2 porterait désormais le numéro 339. Cependant, les projets de poursuivre l'A 30 le long de l'actuelle Bundesstraße 65 jusqu'à Hanovre sont finalement rejetés, car il existait déjà un tronçon d'autoroute entre Bad Oeynhausen et Hanovre.